# Nicolás López
Nicolás Federico López Alonso, noto come Nico López (Montevideo, 1º ottobre 1993), è un calciatore uruguaiano, attaccante del Nacional in prestito dal León.
È soprannominato El Conejo (in lingua italiana Il Coniglio).

## Biografia
Il 27 settembre 2012 diventa padre di Elia Benjamin.

## Carriera

### Club

#### Nacional
Debutta in prima squadra con il Nacional nel campionato di Clausura 2011, giocando 3 partite. A fine stagione prende parte anche al play-off per l'assegnazione del titolo vinto per 1-0 contro il Defensor Sporting.
Dopo aver giocato 2 partite nella successiva Apertura 2011, si aprono una serie di contenziosi legati al cartellino del giocatore. Ancora minorenne i genitori firmano un contratto con la società che il procuratore Pablo Bentancur ritiene essere illegittimo. Partono quindi per l'Europa alla ricerca di un ingaggio da professionista e il Nacional accusa Bentancur di rapimento.

#### Roma
Le numerose polemiche esplose si placano solo quando al compimento dei 18 anni Lopez si accorda con la Roma: in un comunicato ufficiale la società italiana comunica di aver definito l'accordo per il pagamento dell'indennità per il calciatore con il club e la Federazione uruguaiana. Inizia così ad allenarsi con la formazione Primavera, in attesa che si formalizzi l'acquisto nella finestra di mercato di gennaio.
L'11 gennaio 2012 viene ufficializzato il suo acquisto per 1 milione di dollari. In Primavera, pur non venendo impiegato da titolare, segna 15 gol in 12 partite, subentrando spesso dalla panchina. 
Fa il suo esordio in serie A il 26 agosto 2012, subentrando a Francesco Totti nella partita contro il Catania e segnando, nei minuti di recupero, il gol del definitivo 2 a 2. Poco impiegato nel resto della stagione, conclude la sua prima stagione in giallorosso con 7 presenze ed 1 rete.

#### Udinese
Il 13 luglio 2013 viene ufficializzato il suo passaggio in comproprietà all'Udinese, per 1 milione di euro, inserito nell'affare che ha portato alla Roma il difensore franco-marocchino Medhi Benatia. Esordisce col club friulano il 29 agosto 2013 nella partita di qualificazione all'Europa League Slovan Liberec-Udinese (1-1), subentrando nel secondo tempo ad Antonio Di Natale. Il 22 gennaio 2014, durante il quarto di finale di Coppa Italia contro il Milan a San Siro, segna il suo primo gol in questa competizione con un tiro che trafigge il portiere del Milan. Conclude la sua prima stagione con i bianconeri totalizzando 25 presenze e 3 reti.

#### Prestito all'Hellas Verona
Per il campionato 2014-15 l'uruguaiano viene ceduto in prestito all'Hellas Verona. Nel corso del torneo realizza 5 reti, segnando ad entrambe le milanesi nei minuti di recupero: in ciascun caso gli scaligeri, impegnati a San Siro, ottengono un pareggio per 2-2.

#### Prestito al Granada e ritorno in Sudamerica
Il 5 agosto 2015 dopo essere tornato all'Udinese viene ceduto in prestito agli spagnoli del Granada, dove colleziona 10 presenze complessive senza gol.
Il 15 gennaio 2016 il prestito viene rescisso e lui fa ritorno all'Udinese, che dopo pochi giorni lo cede nuovamente a titolo temporaneo, questa volta alla squadra del suo esordio in massima serie, ovvero il Club Nacional de Football, dove esordisce segnando subito un gol. Nella sua seconda partita contro il Club Atlético River Plate mette addirittura a segno tre gol e curiosamente sorgono delle vicissitudini per portarsi a casa il pallone, come è solito fare un giocatore quando segna una tripletta.
Il 21 luglio 2016 viene venduto per circa 11 milioni di dollari all'Internacional. L'importo dell'acquisto è stato pagato 4 milioni di euro per il 50% dei diritti del giocatore uruguaiano.
Nel dicembre 2019, López è stato trasferito al Tigres UANL, pagando una quota di $ 10 milioni. È stato il capocannoniere della stagione Apertura 2021 della Liga MX.

### Nazionale
Dal 9 gennaio al 3 febbraio 2013, partecipa con la Nazionale uruguaiana di calcio Under 20 al Sudamericano Under-20 edizione 2013, segnando 6 goal in 9 partite contro Perù, Brasile, Ecuador e Venezuela nella prima fase a gironi e ancora contro Perù ed Ecuador nella fase finale. Capocannoniere assoluto del Torneo e trascinatore de la Celeste, viene inserito nell'undici ideale della manifestazione.
Nel giugno dello stesso anno viene inserito dal CT J.Verzari nella lista dei convocati per il Campionato mondiale di calcio Under-20 2013 in Turchia. Esordisce, da subentrante, il 23 giugno nella partita persa per 1-0 contro la Croazia. 
Il successivo 26 giugno parte titolare e mette a segno il suo primo goal nel torneo durante la gara vinta per 2-0 con la Nuova Zelanda. Contro l'Uzbekistan (4-0) segna ed è autore di due assist. Agli ottavi di finale con la Nigeria (2-1) si conferma come uno dei migliori attaccanti della competizione realizzando una doppietta, di cui un gol a cucchiaio su calcio di rigore. 
L'Uruguay, dopo aver superato la Spagna ai quarti (1-0 d.t.s.) e l'Iraq in semifinale (1-1 d.t.s. e 7-6 d.c.r.), arriva in finale, dove perde però ai tiri di rigore contro la Francia (0-0 d.t.s. e 4-1 d.c.r.).
Al termine della rassegna iridata Nico Lopez viene insignito del prestigioso Pallone d'Argento Fifa.

## Statistiche

### Presenze e reti nei club
Statistiche aggiornate al 3 agosto 2017.
| Stagione             | Squadra              | Campionato           | Campionato | Campionato | Coppe nazionali | Coppe nazionali | Coppe nazionali | Coppe continentali | Coppe continentali | Coppe continentali | Altre coppe | Altre coppe | Altre coppe | Totale | Totale |
| Stagione             | Squadra              | Comp                 | Pres       | Reti       | Comp            | Pres            | Reti            | Comp               | Pres               | Reti               | Comp        | Pres        | Reti        | Pres   | Reti   |
| -------------------- | -------------------- | -------------------- | ---------- | ---------- | --------------- | --------------- | --------------- | ------------------ | ------------------ | ------------------ | ----------- | ----------- | ----------- | ------ | ------ |
| 2010-2011            | Nacional             | PD                   | 3+1        | 3          | -               | -               | -               | -                  | -                  | -                  | -           | -           | -           | 4      | 3      |
| 2011-2012            | Nacional             | PD                   | 2          | 0          | -               | -               | -               | -                  | -                  | -                  | -           | -           | -           | 2      | 0      |
| 2012-2013            | Roma                 | A                    | 6          | 1          | CI              | 1               | 0               | -                  | -                  | -                  | -           | -           | -           | 7      | 1      |
| 2013-2014            | Udinese              | A                    | 21         | 2          | CI              | 4               | 1               | UEL                | 1                  | 0                  | -           | -           | -           | 26     | 3      |
| ago. 2014            | Udinese              | A                    | 0          | 0          | CI              | 1               | 0               | -                  | -                  | -                  | -           | -           | -           | 1      | 0      |
| Totale Udinese       | Totale Udinese       | Totale Udinese       | 21         | 2          |                 | 5               | 1               |                    | 1                  | 0                  |             |             |             | 27     | 3      |
| ago. 2014-2015       | H.Verona             | A                    | 24         | 5          | CI              | 3               | 0               | -                  | -                  | -                  | -           | -           | -           | 27     | 5      |
| 2015-gen.2016        | Granada              | PD                   | 8          | 0          | CdR             | 2               | 0               | -                  | -                  | -                  | -           | -           | -           | 10     | 0      |
| gen. 2016            | Nacional Montevideo  | PDPU                 | 12         | 7          | -               | -               | -               | CL                 | 9                  | 4                  | -           | -           | -           | 21     | 11     |
| Totale Nacional      | Totale Nacional      | Totale Nacional      | 17+1       | 10         |                 |                 |                 |                    | 9                  | 4                  |             |             |             | 33     | 14     |
| 2016                 | Internacional        | A                    | 12         | 0          | CB              | 2               | 1               | CL                 | -                  | -                  | -           | -           | -           | 14     | 1      |
| 2017                 | Internacional        | B+CG+PL              | 32+14+2    | 9+5+1      | CB              | 2               | 2               | -                  | -                  | -                  | -           | -           | -           | 50     | 17     |
| 2018                 | Internacional        | A+CG                 | 35+11      | 11+3       | CB              | 3               | 0               | -                  | -                  | -                  | -           | -           | -           | 49     | 14     |
| 2019                 | Internacional        | A+CG                 | 25+8       | 1+3        | CB              | 8               | 1               | CL                 | 10                 | 3                  | -           | -           | -           | 51     | 8      |
| Totale Internacional | Totale Internacional | Totale Internacional | 104+33+2   | 21+11+1    |                 | 15              | 4               |                    | 10                 | 3                  |             | -           | -           | 164    | 40     |
| 2019-2020            | Tigres UANL          | LMX                  | 4          | 0          | CM              | 0               | 0               | CCL                | 4                  | 0                  |             | -           | -           | 8      | 0      |
| 2020-2021            | Tigres UANL          | LMX                  | 24         | 12         | CM              | 0               | 0               | CL                 | 1                  | 0                  |             | -           | -           | 25     | 12     |
| 2021-2022            | Tigres UANL          | LMX                  | 30         | 11         | CM              | 0               | 0               |                    | -                  | -                  |             | -           | -           | 30     | 11     |
| Totale Tigres        | Totale Tigres        | Totale Tigres        | 58         | 23         |                 | 0               | 0               |                    | 5                  | 0                  |             | -           | -           | 63     | 23     |
| Totale Carriera      | Totale Carriera      | Totale Carriera      | 268        | 74         |                 | 26              | 5               |                    | 24                 | 7                  |             |             |             | 318    | 86     |

## Palmarès

### Club

#### Competizioni giovanili
- Coppa Italia Primavera: 1

Roma: 2011-2012

#### Competizioni nazionali
- Campionato uruguaiano: 1

Nacional: 2010-2011
- Campionato messicano: 1

Tigres: Clausura 2023
- Supercopa Uruguaya: 1

Nacional: 2025

#### Competizioni internazionali
- CONCACAF Champions League: 1

Tigres: 2020

### Individuale
- Capocannoniere del Campionato sudamericano di calcio Under-20: 1

Argentina 2013 (6 gol)
- Top 11 del Campionato sudamericano di calcio Under-20: 1

Argentina 2013
- Pallone d'Argento FIFA del Campionato mondiale di calcio Under-20: 1

Turchia 2013